# Bahnhof Angermünde

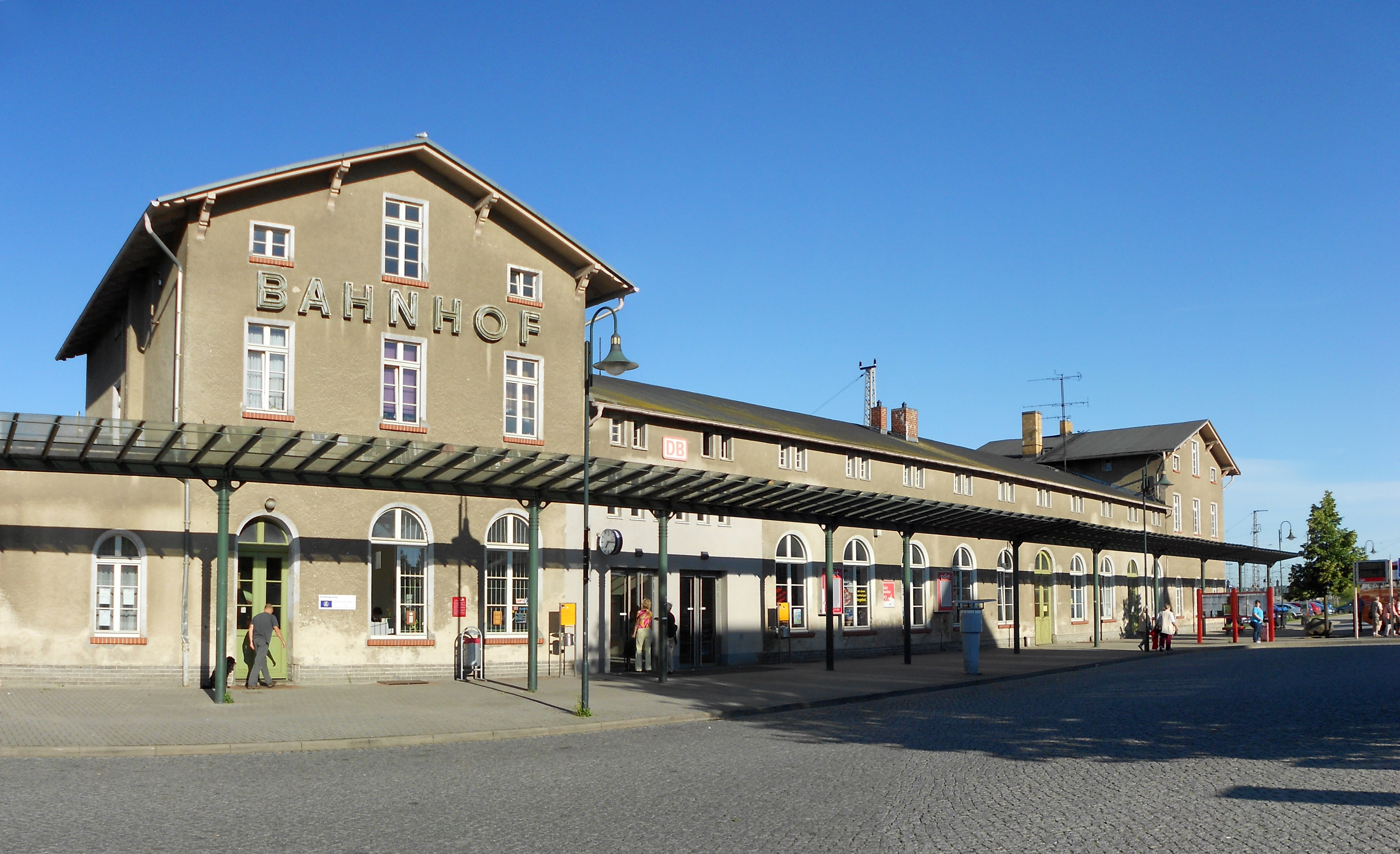
Bahnhofsgebäude Angermünde

Der Bahnhof Angermünde ist ein Verkehrsknotenpunkt im Nordosten Brandenburgs. Der am 15. November 1842 eröffnete Bahnhof liegt an der Bahnstrecke Berlin–Szczecin und ist Ausgangspunkt der Angermünde-Stralsunder Eisenbahn nach Stralsund, der Angermünde-Schwedter Eisenbahn nach Schwedt sowie einer stillgelegten Nebenbahn nach Bad Freienwalde. Das Bahnhofsensemble steht unter Denkmalschutz.

## Geschichte
Der Bahnhof wurde am 15. November 1842 von der Berlin-Stettiner Eisenbahn-Gesellschaft (BStE) mit der Strecke aus Berlin eröffnet. Am 15. August 1843 ging die Verlängerung bis Stettin in Betrieb. In den folgenden Jahren entwickelte sich der Bahnhof mit der Eröffnung der Strecken nach Stralsund (1863), Schwedt (1873) und Bad Freienwalde (Oder) (1877) zu einem wichtigen Knotenpunkt. Da dadurch hohe Fahrgastzahlen zu erwarten waren, wurde das eher kleinere Empfangsgebäude im Jahre 1861 durch ein größeres ersetzt. Zwei Jahre später entstand ein Personentunnel zu den Bahnsteigen.
Im Jahre 1879 wurde die BStE von den Preußischen Staatsbahnen übernommen. Der Bahnhof war zunächst als Inselbahnhof angelegt, das Empfangsgebäude stand zwischen den Gleisanlagen. Im Jahre 1906 wurden die Gleisanlagen umgestaltet und alle Gleise auf die Westseite des Gebäudes verlegt.
Mit dem Anschluss an die PCK-Raffinerie in Schwedt wurde der Bahnhof etwas erweitert. Drei Hauptgleise kamen hinzu. Der nach 1945 demontierte Streckenabschnitt zwischen Angermünde und Passow wurde wiederaufgebaut und eine neue Verbindungskurve zwischen den Abzweigstellen Kerkow und Erichshagen entstand. Dieses Gleis existierte vom 30. September 1973 bis zum 7. Oktober 1996.
Am 20. Dezember 1987 wurde der elektrische Betrieb auf dem Streckenabschnitt zwischen Eberswalde und Passow aufgenommen. Die Elektrifizierungen des Abschnitts nach Prenzlau war am 6. März 1989 abgeschlossen und am 11. Dezember 2005 auch die Nebenbahn nach Schwedt. Mitte 2002 begannen die Umbauarbeiten für Gleis- und Sicherungsanlagen. Die Kosten dafür betrugen 155 Millionen. Auf mehr als 100 Weichen, die nicht mehr benötigt wurden, konnte verzichtet werden. 15 Weichen wurden hingegen neu eingebaut. Die Bahnsteige für den Regionalverkehr in Richtung Schwedt wurden umgestaltet. Es entstand ein neuer Bahnsteig für den Fernverkehr mit zwei Bahnsteigkanten. Darin ist ein 140 Meter langer Bahnsteig für den Regionalverkehr nach Stettin eingeschoben. Dieser dient auch für die Verstärkerungsfahrten der RB 62 zwischen Angermünde und Prenzlau. Die Sicherungstechnik von 34 Übergängen wurde durch eine neue Anlage ersetzt. Ein neues elektronisches Stellwerk wurde vom 2. bis 11. Juli 2005 mit Stellrechnern in Chorin und Eberswalde in Betrieb genommen. Im August wurde damit begonnen, die Bahnsteigunterführung behindertengerecht umzugestalten und drei Aufzüge zu errichten. Während des Umbaus mussten die Gleise dennoch erreichbar sein. Daher errichtete man temporär eine die Gleise überspannende Holzbrücke. Die Erneuerung der Bahnsteige war am 11. Dezember 2005 abgeschlossen, die gesamten Arbeiten im Mai 2006. Auf dem Bahnhofsvorplatz entstanden acht neue Bushaltestellen mit Überdachung sowie Pkw-Parkplätze.

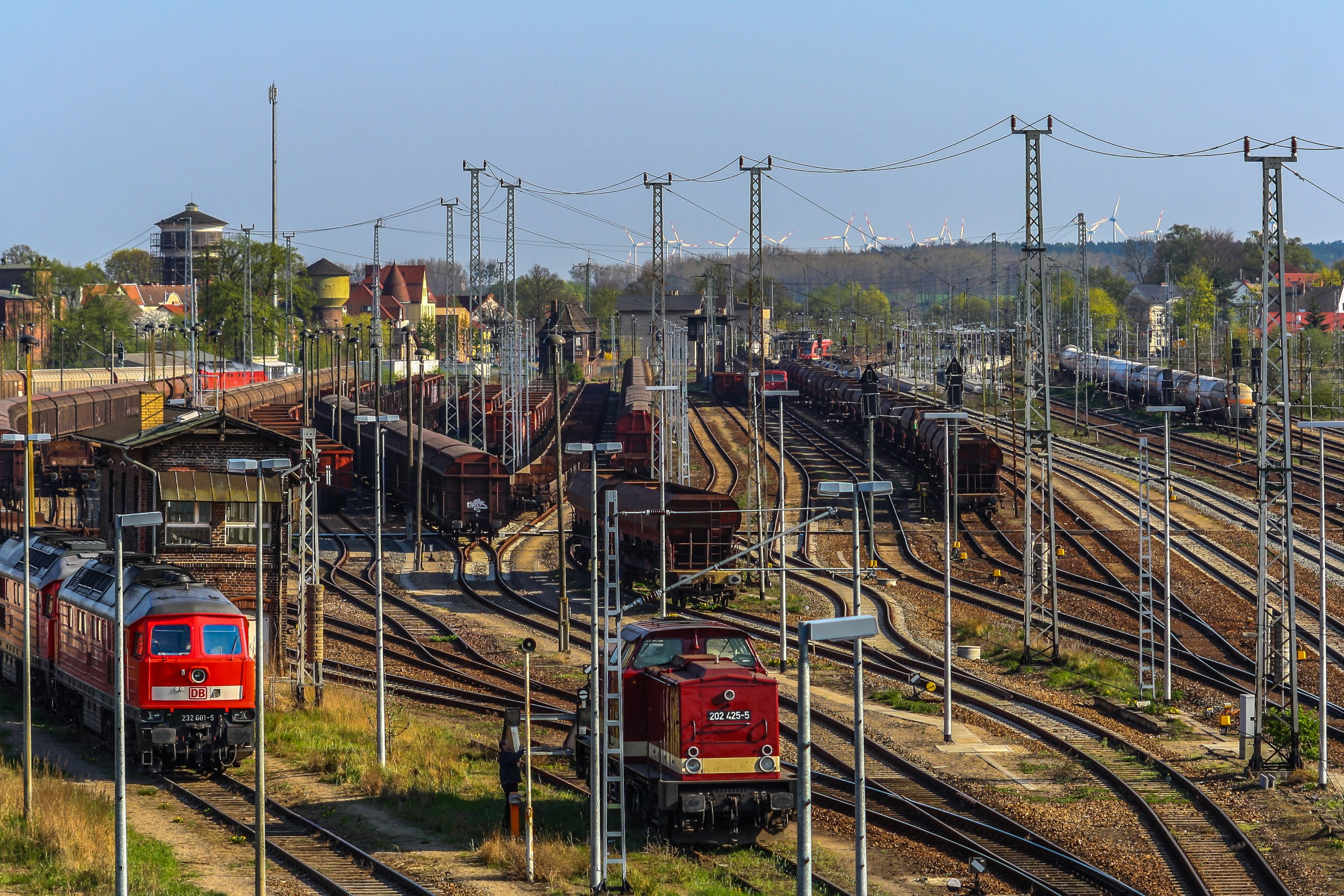
Rangierbahnhof Angermünde

Das alte Gebäude diente später als Post- und als Polizeistation und war seit Anfang der 1990er Jahre ungenutzt. Im November 2011 wurde das Gebäude abgerissen. Dessen Vorplatz dient heute als PKW- und Fahrradparkplatz.
Die Anlagen für den Güterverkehr waren nicht mehr in Betrieb und konnten daher größtenteils entfernt werden. Im Bahnhof Angermünde werden keine Züge mehr gebildet und aufgelöst. Allerdings werden zeitweilig Triebfahrzeuge des Güterverkehrs hier abgestellt. Viele Lokomotiven des PCK-Verkehrs aus Schwedt stehen länger in Angermünde. Da das örtliche Bahnbetriebswerk nicht mehr vorhanden ist und im Bahnhof Stendell höhere Gebühren anfallen, sind die Lokomotiven auf Betriebsgleisen untergebracht.

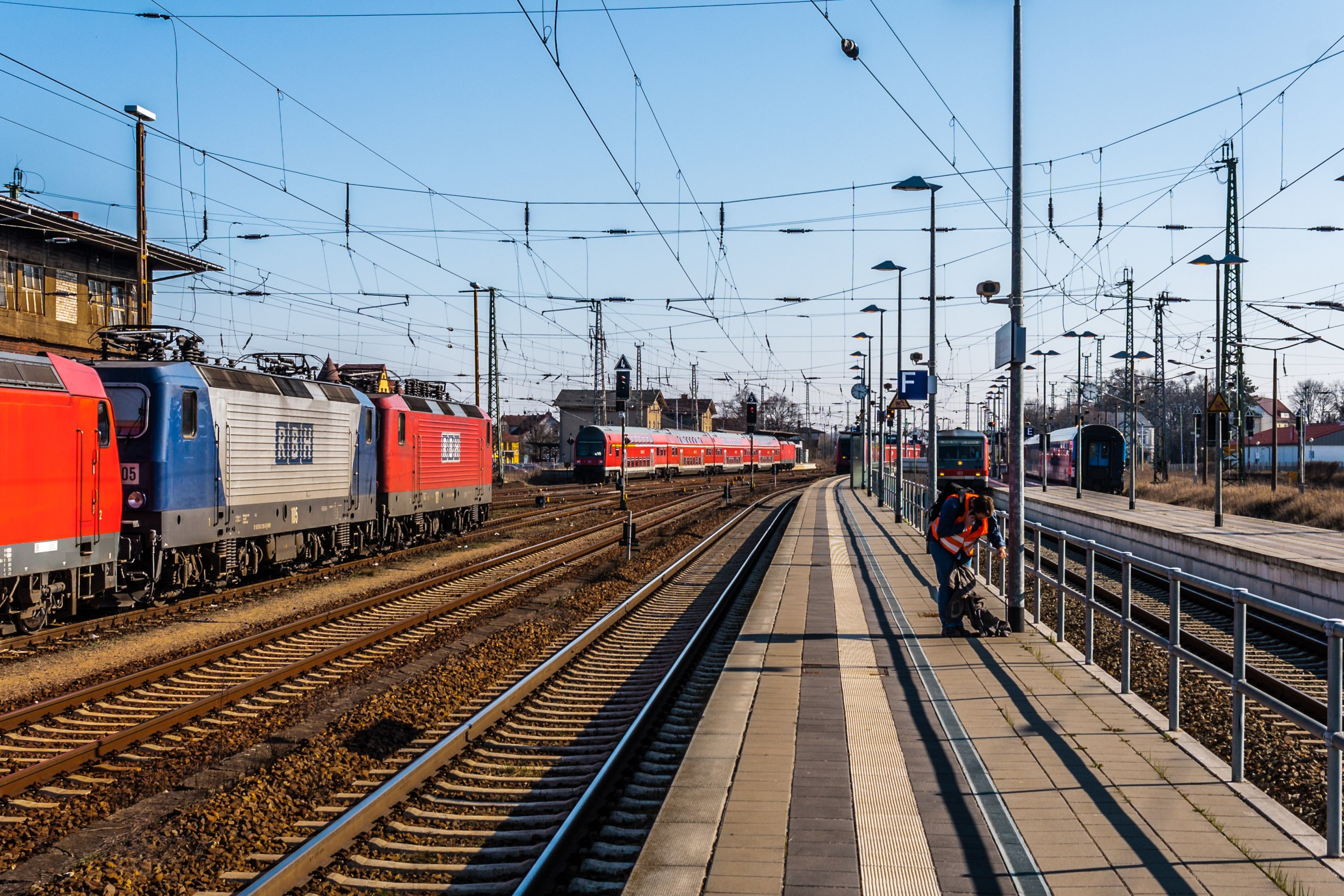
Verkehrsknotenpunkt Bahnhof Angermünde

## Anlagen
Der Bahnhof Angermünde liegt westlich des Stadtzentrums von Angermünde. Das Empfangsgebäude steht östlich der Gleise. Der Bahnhof besteht aus zwei Inselbahnsteigen mit vier Gleisen für den Personenverkehr, am nördlichen Ende des westlichen Bahnsteigs gibt es ein zusätzliches Kopfgleis. Nördlich des Personenbahnhofs schließen sich die Anlagen für den Güterverkehr an. Die Strecke nach Schwedt zweigt unmittelbar im Bahnsteigbereich von den anderen Strecken ab, was zur Folge hat, dass die Züge nach Schwedt nur die Gleise 1 und 2 nutzen können.

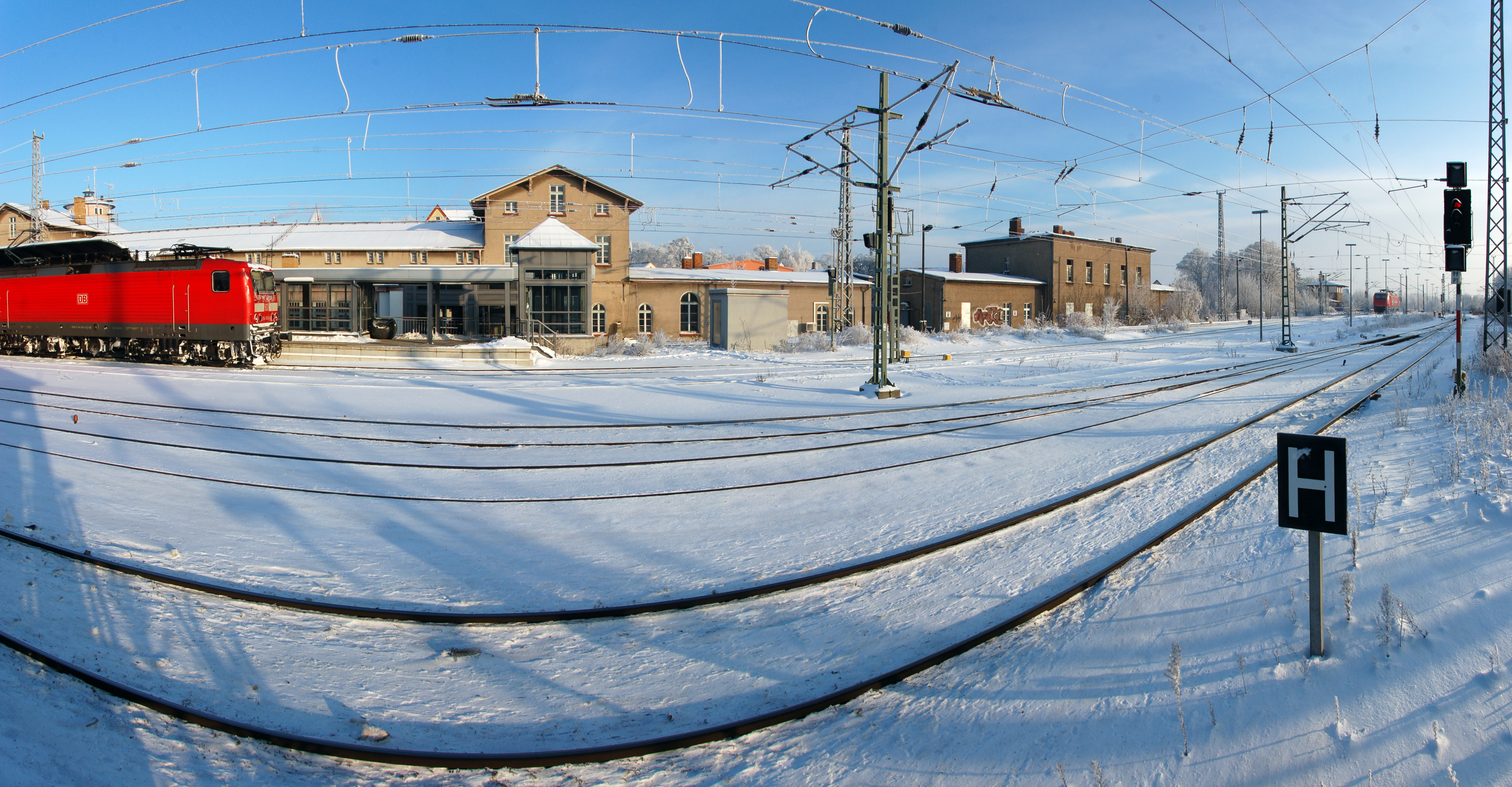
Altes (rechts) und neues Bahnhofsgebäude

### Bahnsteige und Gleise
Angermünde verfügte zur Zeit seines größten Umfangs über 15 Hauptgleise. Sechs davon hatten einen überdachten Bahnsteig. Die Gesamtlänge der Hauptgleise betrug knapp 10.600 Meter. Die 52 Nebengleise hatten eine Länge von 11.665 Metern. Alle Gleise im Bahnhof Angermünde, abgesehen von Werkstätten und Anschlüssen, waren insgesamt 23 Kilometer lang. 120 Weichen und 35 Hauptsignale waren im Einsatz. Fünf von ihnen waren Einfahrsignale. Zwei dienten als Einfahrsignale für den Linksverkehr. Zu den Hauptsignale zählten noch 13 Zwischen- und 15 Ausfahrsignale. Diese Anlagen wurden durch einen Fahrdienstleiter und vier Wärter gesteuert.
Vom 7. Dezember 1909 bis 1945 existierte eine 4370 Meter lange Ausfahrmöglichkeit aus den Güterzuggleisen in nördliche Richtung.

## Verkehrsanbindung
| Linie                    | Linienverlauf                                                                                         | Linienverlauf                                                                                         | Linienverlauf                                                                                         | Takt (min)    |           |
| ------------------------ | --- | --- | --- | ------------- | --------- |
| ICE 15                   | (Ostseebad Binz –) Stralsund – Greifswald – Angermünde – Berlin (– Halle – Erfurt – Frankfurt (Main)) | (Ostseebad Binz –) Stralsund – Greifswald – Angermünde – Berlin (– Halle – Erfurt – Frankfurt (Main)) | (Ostseebad Binz –) Stralsund – Greifswald – Angermünde – Berlin (– Halle – Erfurt – Frankfurt (Main)) | einzelne Züge |           |
| ICE 28                   | (Ostseebad Binz –) Stralsund – Greifswald – Angermünde – Berlin (– Leipzig – Erfurt – München)        | (Ostseebad Binz –) Stralsund – Greifswald – Angermünde – Berlin (– Leipzig – Erfurt – München)        | (Ostseebad Binz –) Stralsund – Greifswald – Angermünde – Berlin (– Leipzig – Erfurt – München)        | einzelne Züge |           |
| RE 3                     | Schwedt (Oder) –                                                                                      | Angermünde – Eberswalde – Berlin – Ludwigsfelde – Jüterbog – Lutherstadt Wittenberg                   | 120 \| 60                                                                                             | 120 \| 60     | 120 \| 60 |
| RE 3                     | Stralsund – Züssow –                                                                                  | Angermünde – Eberswalde – Berlin – Ludwigsfelde – Jüterbog – Lutherstadt Wittenberg                   | 120 \| 60                                                                                             | 120 \| 60     | 120 \| 60 |
| RE 66                    | Angermünde – Szczecin Główny verkehrt im Schienenersatzverkehr                                        | Angermünde – Szczecin Główny verkehrt im Schienenersatzverkehr                                        | Angermünde – Szczecin Główny verkehrt im Schienenersatzverkehr                                        | 120           |           |
| RB 61                    | Angermünde – Schwedt (Oder)                                                                           | Angermünde – Schwedt (Oder)                                                                           | Angermünde – Schwedt (Oder)                                                                           | 120           |           |
| RB 62                    | Angermünde – Prenzlau                                                                                 | Angermünde – Prenzlau                                                                                 | Angermünde – Prenzlau                                                                                 | 120           |           |
| RB 66                    | Angermünde – Tantow – Szczecin Główny verkehrt im Schienenersatzverkehr                               | Angermünde – Tantow – Szczecin Główny verkehrt im Schienenersatzverkehr                               | Angermünde – Tantow – Szczecin Główny verkehrt im Schienenersatzverkehr                               | 120           |           |
| Stand: 15. Dezember 2024 | | | |               |           |